# Parellisina curvirostris
Parellisina curvirostris är en mossdjursart som först beskrevs av Walter Douglas Hincks 1862.  Parellisina curvirostris ingår i släktet Parellisina och familjen Calloporidae. Inga underarter finns listade i Catalogue of Life.